# Jákup á Borg
Jákup á Borg (Tórshavn, 26 ottobre 1979) è un ex calciatore faroese, di ruolo attaccante.